# Ngày Quốc khánh (Singapore)
Ngày Quốc khánh (Singapore) (Malay: Hari Kebangsaan Singapura; Chinese: 新加坡国庆日 (Xīnjiāpō guóqìng rì); Tamil: சிங்கப்பூர் தேசிய தினம் (Ciṅkappūr tēciya tiṉam)) được tổ chức hàng năm vào ngày 9 tháng 8, để kỷ niệm ngày độc lập của Singapore khỏi Malaysia vào năm 1965. Ngày lễ này có Lễ diễu hành Quốc khánh, một địa chỉ của Thủ tướng Singapore và lễ hội pháo hoa.

## Diễu hành ngày quốc khánh
Lễ diễu hành Quốc khánh Singapore là một buổi lễ quốc gia thường được tổ chức tại The Float @ Marina Bay, Sân vận động Quốc gia tại Trung tâm Thể thao Singapore hoặc Padang. Nó được tổ chức lần đầu tiên tại The Float @ Marina Bay vào năm 2007 và lần đầu tiên được tổ chức tại Trung tâm thể thao Singapore vào năm 2016. Cuộc diễu hành này bao gồm các buổi biểu diễn và các điệu nhảy, hầu hết thời gian diễn ra cuộc sống hàng ngày của Singapore.

## Thông điệp
Thông điệp Quốc khánh là một truyền thống hàng năm kể từ năm 1966. Trong mỗi năm, thông điệp được ghi lại, Thủ tướng Singapore "kiểm tra sự phát triển trong nước và toàn cầu, xem xét và triển vọng kinh tế, và phác thảo các ưu tiên quốc gia và chính phủ kế hoạch như [ông truyền cảm hứng] Người Singapore tiến lên phía trước với ý thức thống nhất về mục đích ".